# Francis Graham-Smith
Sir Francis Graham-Smith ,né le 25 avril 1923 et mort le 20 juin 2025, est un astronome britannique. Il est Astronome royal de 1982 à 1990. Il reçoit la médaille royale de la Royal Society en 1987.
Il étudie à Rossall School dans le Lancashire en Angleterre. À la fin des années 1940, il travaille à l'université de Cambridge sur le Long Michelson Interferometer.
L'astéroïde (4247) Grahamsmith porte son nom.